# Mario Vanegas
Mario Vanegas Jiménez (* 22. Juli 1939 in Amagá) ist ein ehemaliger kolumbianischer Radrennfahrer.

## Sportliche Laufbahn
Vanegas war im Bahnradsport und im Straßenradsport aktiv. Er begann als Schüler mit dem Radsport und gewann mit 17 Jahren seinen ersten regionalen Titel. Er war Teilnehmer der Olympischen Sommerspiele 1960 in Rom. Im Sprint gewann er seinen Vorlauf. In der 2. Runde schied er gegen Leo Sterckx aus.
Bei den Olympischen Sommerspielen 1964 in Tokio startete er erneut im Sprint. Seinen Vorlauf und die 2. Runde konnte er gewinnen. Im Viertelfinale unterlag er gegen Sergio Bianchetto. Bei den Olympischen Sommerspielen 1968 in Mexiko-Stadt schied Kolumbien mit Luis Saldarriaga, Severo Hernández, Mario Vanegas und Martín Emilio Rodríguez in der Qualifikation der Mannschaftsverfolgung aus.
Bei den Zentralamerika- und Karibikspielen 1959 in Caracas gewann Vanegas die Goldmedaille im Sprint. 1962 gewann er den Wettbewerb erneut. Vanegas gewann auf der Bahn insgesamt 14 nationale Titel in verschiedenen Disziplinen.